# Hans Schaefer
Pour les articles homonymes, voir Schaefer.
Hans Schaefer, né le 7 août 1906 à Wrocław et mort le 23 septembre 1961 près d'Ankara, est un historien allemand de l'Antiquité.

## Biographie
Hans Schaefer est le fils de Clement Schaefer, professeur de physique. Il étudie d'abord le droit à l'université de Bonn, où il est membre de l'association étudiante catholique K.St.V. Arminia Bonn au sein du Kartellverband. Ensuite, il étudie à l'université de Marburg, puis l'histoire de l'Antiquité à Leipzig auprès d'Helmut Berve qui l'admet à l'habilitation en 1929. Après un semestre d'enseignement à Halle en 1935-1936, Schaefer devient professeur extraordinaire de l'université d'Iéna, le 21 avril 1936. En 1941, il est nommé professeur ordinaire de l'université de Heidelberg. Vers la fin de la guerre, il donne des cours à la Reichsuniversität Straßburg (à Strasbourg).
Hans Schaefer préside de 1957 à 1959 la commission d'histoire antique et d'épigraphie qui dépend de l'Institut archéologique allemand.
Il meurt avec ses collègues Jacques Moreau, Peter Sattler, Leo Teutsch, Martin Friedenthal, Christoph Meinhard Bulst, Hans Hermann Rohrbach, Roland Maier, Gerhard Müller et Siegfried Ries, pendant un accident d'avion, alors qu'ils devaient rejoindre un site en Anatolie.

## Œuvre
Le cœur des travaux de Schaefer concerne surtout l'histoire de la Grèce antique et surtout sa théorie de l'État. Sa thèse, qui a été publiée en 1932, a soulevé des critiques et sa thèse d'habilitation à propos du pouvoir et des peuples de la Grèce archaïque n'a pas été publiée. Schaefer a rédigé de nombreux articles encyclopédiques et des manuels (surtout après 1951) destinés aux écoles secondaires et supérieures du Moyen-Orient.
Schaefers a dirigé les thèses de nombreux doctorants, parmi lesquels Walter Schmitthenner (1949), Hans Buchheim (1951), Dietmar Kienast (1953), Christian Meier (1956) et Ursula Vogel-Weidemann (1958). Elles  concernaient surtout l'histoire romaine.

## Quelques publications
- Staatsform und Politik. Untersuchungen zur griechischen Geschichte des 6. und 5. Jahrhunderts, Dieterich, Leipzig, 1932
- Probleme der alten Geschichte. Gesammelte Abhandlungen und Vorträge, éd. par Ursula Weidemann et Walter Schmitthenner, Vandenhoeck & Ruprecht, Göttingen, 1963